# .40 Smith & Wesson
Naboj .40 Smith & Wesson je naslednik močnejšega naboja 10 mm Auto. Od predhodnika se razlikuje po za spoznanje krajšem tulcu, a enaki smodniški polnitvi. Tako je nastal naboj, ki je hkrati močan in ima zadostno zaustavno moč za policijsko uporabo. Tovrstno strelivo je v ZDA in kasneje drugod po svetu kmalu postalo zelo popularno in je v nekaterih državah (na primer Avstralija) kmalu postalo službeno strelivo za policijske enote. Tako je to strelivo v teh državah (podobno kot 9x19 v Italiji) prepovedano za športno uporabo.
V Sloveniji in drugod po svetu je to strelivo zelo priljubljeno pri športnih strelcih. Poglavitna prednost pred strelivom .45 ACP je v večji kapaciteti nabojnika pri skoraj enaki kinetični energiji krogle. 
Povprečna hitrost 135 grainske (8,7 g) polnooplaščene (tovarniške) krogle na ustju cevi je pri tem naboju okoli 400 m/s, kar je kakih 50 m/s več kot pri naboju 9x19.